# Picotet de Sclater
El picotet de Sclater (Picumnus sclateri) és una espècie d'ocell de la família dels pícids (Picidae) que habita boscos oberts i zones d'arbusts espinosos, fins als 2000 m, pel vessant occidental dels Andes, a l'oest de l'Equador i nord-oest del Perú.